# Colasposoma perlatum
Colasposoma perlatum é uma espécie de escaravelho de folha da República Democrática do Congo, descrito pelo alemão entomologist Edgar von Harold em 1880.